# Anthelupt
Anthelupt est une commune française située dans le département de Meurthe-et-Moselle, en région Grand Est.

## Géographie

### Localisation
Anthelupt se trouve à 20 km de la préfecture Nancy, à 7 km de la sous-préfecture Lunéville et à 9 km de Saint-Nicolas-de-Port
Le territoire de la commune est limitrophe de 8 communes.
| Flainval             | Crévic       | Maixe     |
| Hudiviller           | Anthelupt    | Deuxville |
| Rosières-aux-Salines | Damelevières | Vitrimont |

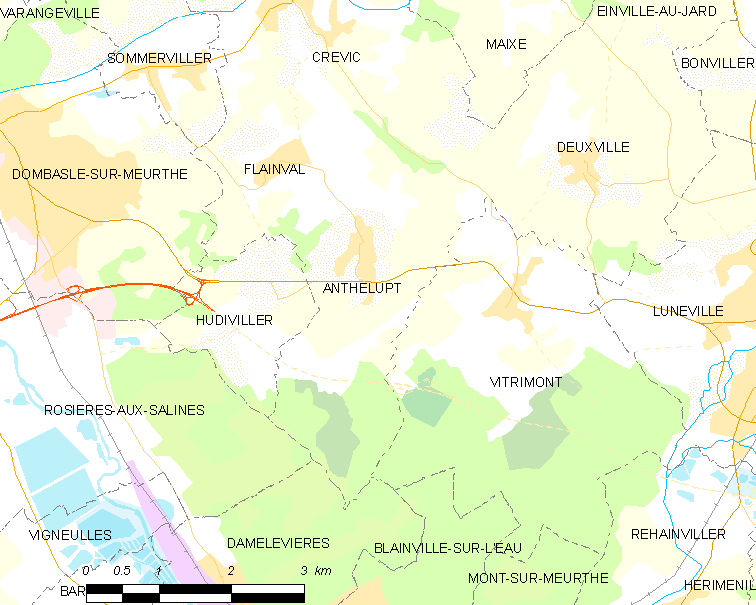
Carte de la commune.
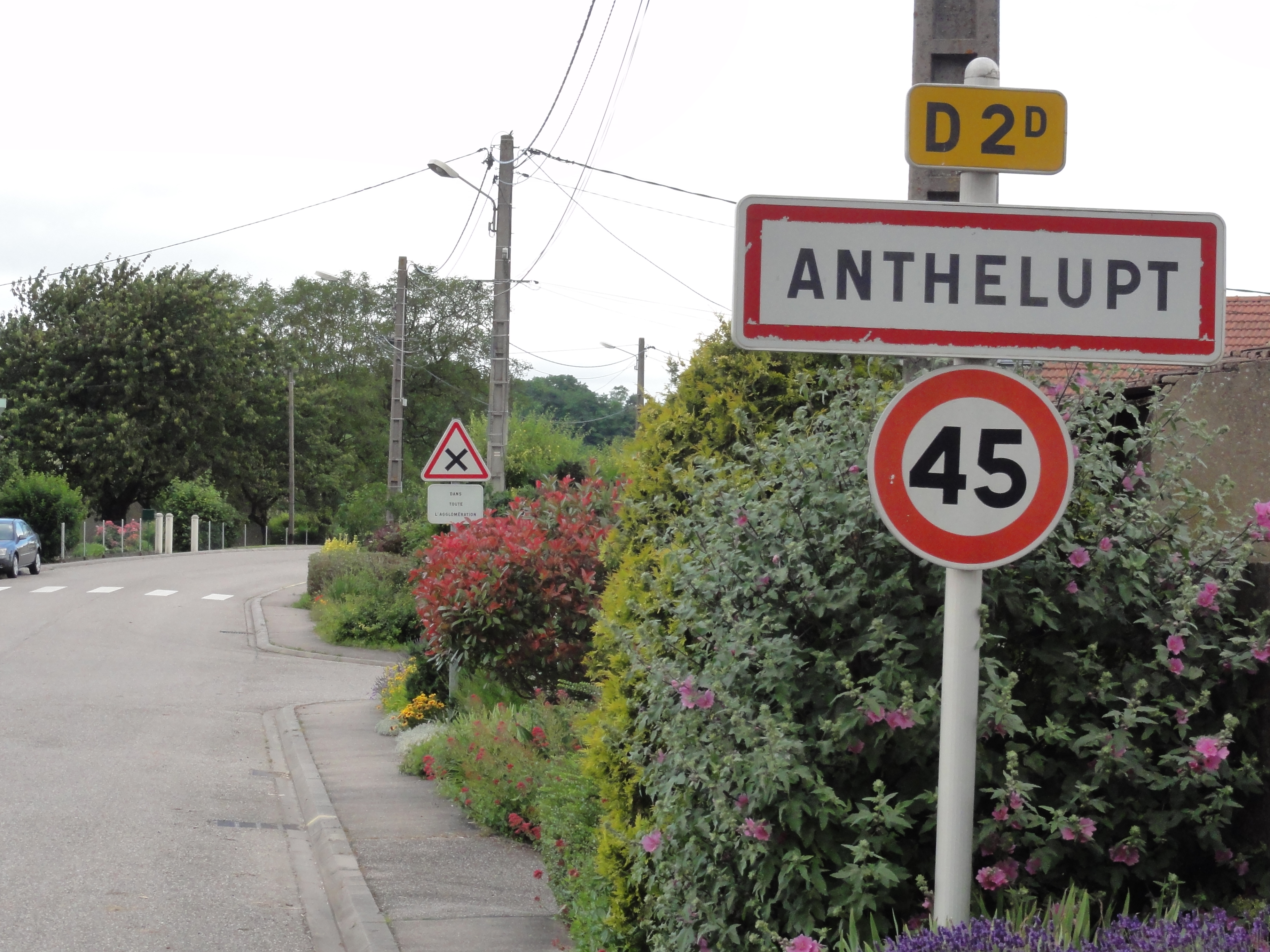
Entrée d'Anthelupt.
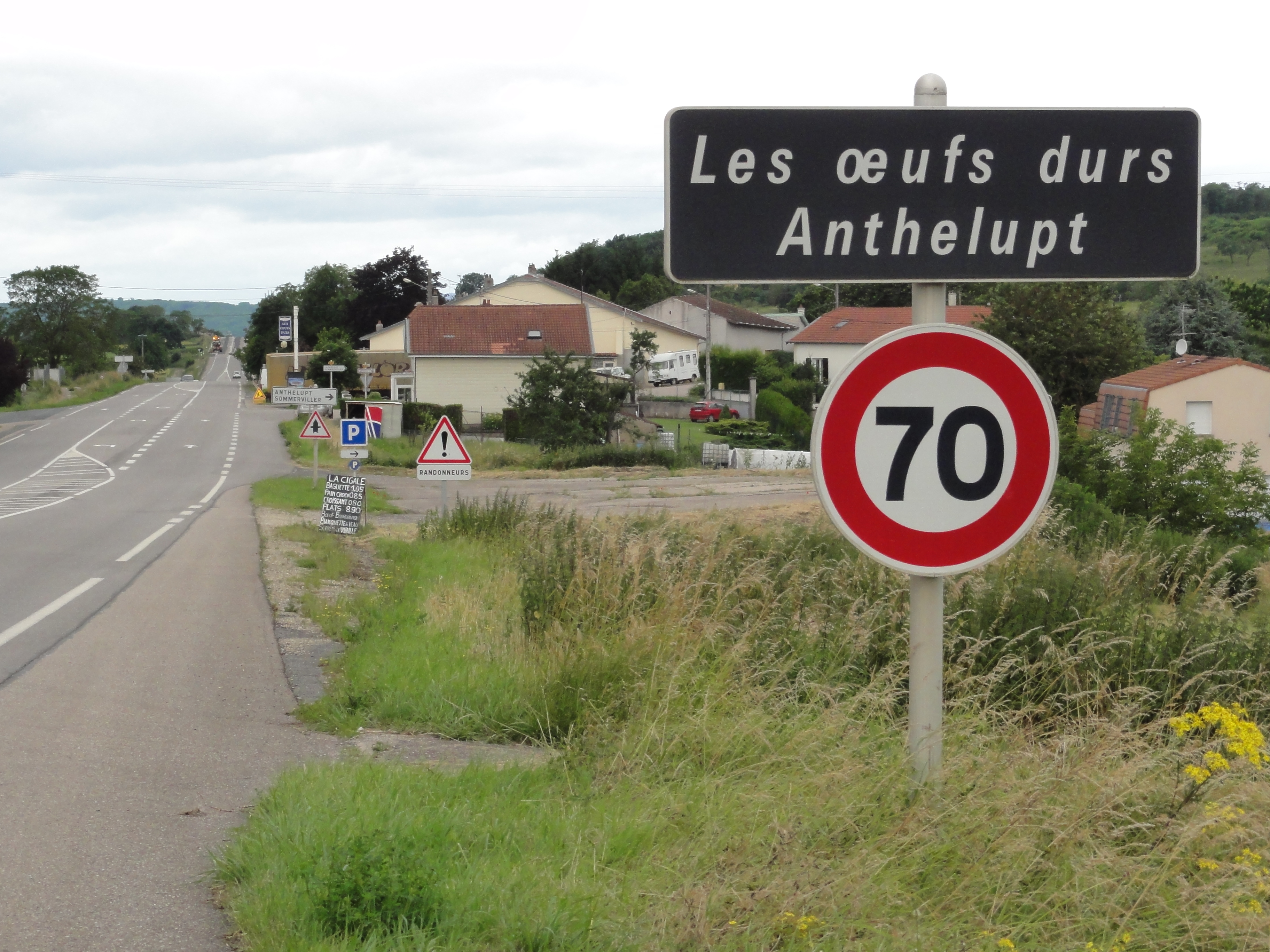
Entrée des Œufs durs d'Anthelupt.
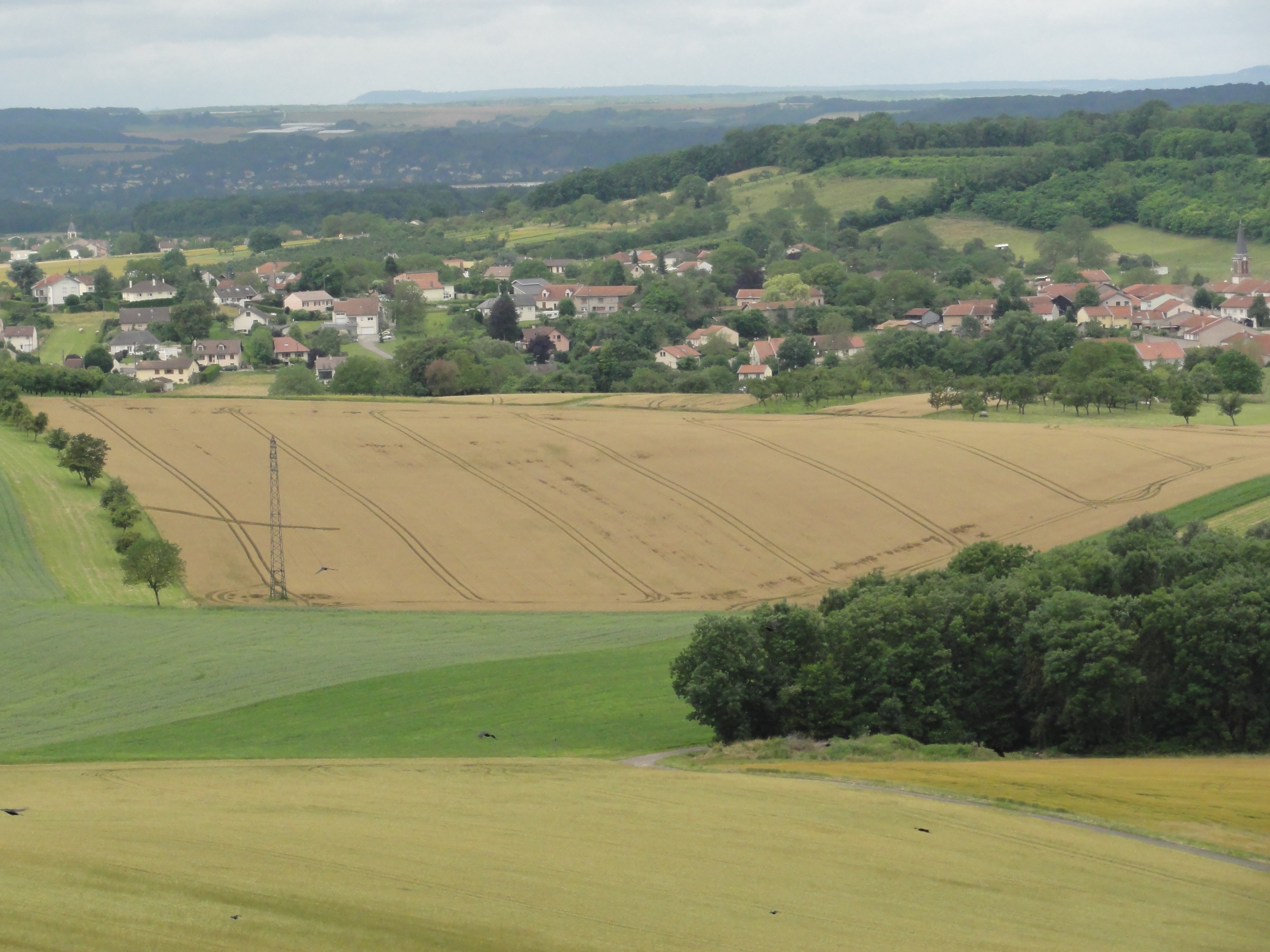
Vue sur Anthelupt à partir du mémorial de Léomont.

### Lieux-dits et écarts
- Anthelupt a donné son nom à une aire de l'autoroute A33 qui passe à proximité (dans le sens Nancy → Lunéville).
- Le lieu-dit "les Œufs durs d'Anthelupt" est situé sur la route D 400, au sud d'Anthelupt.

### Hydrographie
La commune est dans le bassin versant du Rhin au sein du bassin Rhin-Meuse. Elle est drainée par le ruisseau de la Voivre, le ruisseau de l'Embanie, le ruisseau d'Herbinval et le ruisseau le Moulnot,.

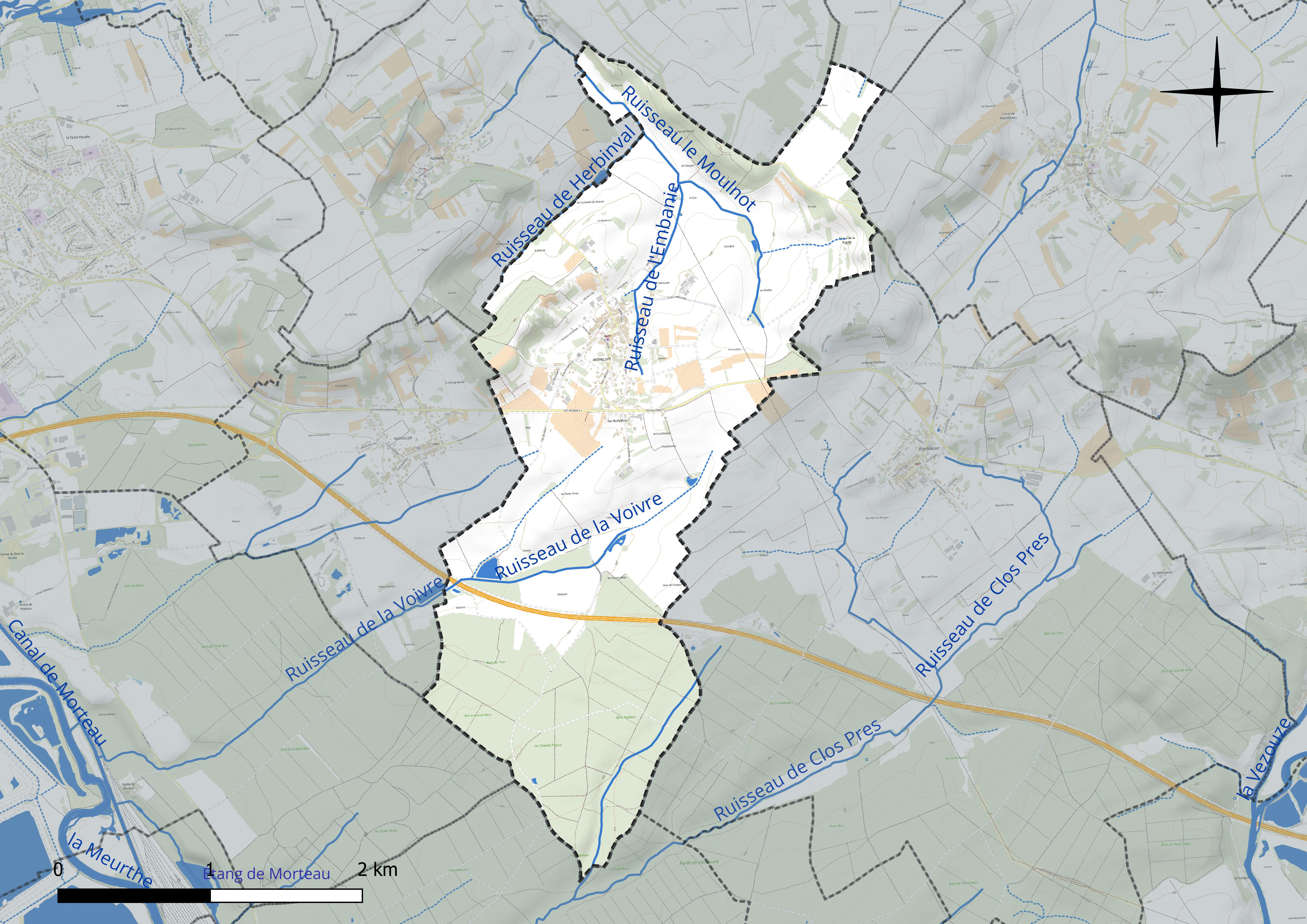
Réseau hydrographique d'Anthelupt.

### Climat
Pour des articles plus généraux, voir Climat du Grand Est et Climat de Meurthe-et-Moselle.
En 2010, le climat de la commune est de type climat des marges montargnardes, selon une étude du Centre national de la recherche scientifique s'appuyant sur une série de données couvrant la période 1971-2000. En 2020, Météo-France publie une typologie des climats de la France métropolitaine dans laquelle la commune est exposée à un climat semi-continental et est dans la région climatique Lorraine, plateau de Langres, Morvan, caractérisée par un hiver rude (1,5 °C), des vents modérés et des brouillards fréquents en automne et hiver.
Pour la période 1971-2000, la température annuelle moyenne est de 9,6 °C, avec une amplitude thermique annuelle de 17 °C. Le cumul annuel moyen de précipitations est de 857 mm, avec 11,8 jours de précipitations en janvier et 9,8 jours en juillet. Pour la période 1991-2020, la température moyenne annuelle observée sur la station météorologique de Météo-France la plus proche, « Nancy-Essey », sur la commune de Tomblaine à 17 km à vol d'oiseau, est de 11,0 °C et le cumul annuel moyen de précipitations est de 746,3 mm. 
La température maximale relevée sur cette station est de 40,1 °C, atteinte le 24 juillet 2019 ; la température minimale est de −24,8 °C, atteinte le 21 février 1956,,.
Les paramètres climatiques de la commune ont été estimés pour le milieu du siècle (2041-2070) selon différents scénarios d'émission de gaz à effet de serre à partir des nouvelles projections climatiques de référence DRIAS-2020. Ils sont consultables sur un site dédié publié par Météo-France en novembre 2022.

## Urbanisme

### Typologie
Au 1er janvier 2024, Anthelupt est catégorisée commune rurale à habitat dispersé, selon la nouvelle grille communale de densité à sept niveaux définie par l'Insee en 2022.
Elle est située hors unité urbaine. Par ailleurs la commune fait partie de l'aire d'attraction de Nancy, dont elle est une commune de la couronne,. Cette aire, qui regroupe 353 communes, est catégorisée dans les aires de 200 000 à moins de 700 000 habitants,.

### Occupation des sols
L'occupation des sols de la commune, telle qu'elle ressort de la base de données européenne d’occupation biophysique des sols Corine Land Cover (CLC), est marquée par l'importance des territoires agricoles (65,9 % en 2018), en diminution par rapport à 1990 (67,2 %). La répartition détaillée en 2018 est la suivante : 
terres arables (35,2 %), forêts (28,2 %), prairies (20,3 %), cultures permanentes (8,8 %), zones urbanisées (5,4 %), zones agricoles hétérogènes (1,7 %), milieux à végétation arbustive et/ou herbacée (0,5 %). L'évolution de l’occupation des sols de la commune et de ses infrastructures peut être observée sur les différentes représentations cartographiques du territoire : la carte de Cassini (XVIIIe siècle), la carte d'état-major (1820-1866) et les cartes ou photos aériennes de l'IGN pour la période actuelle (1950 à aujourd'hui).

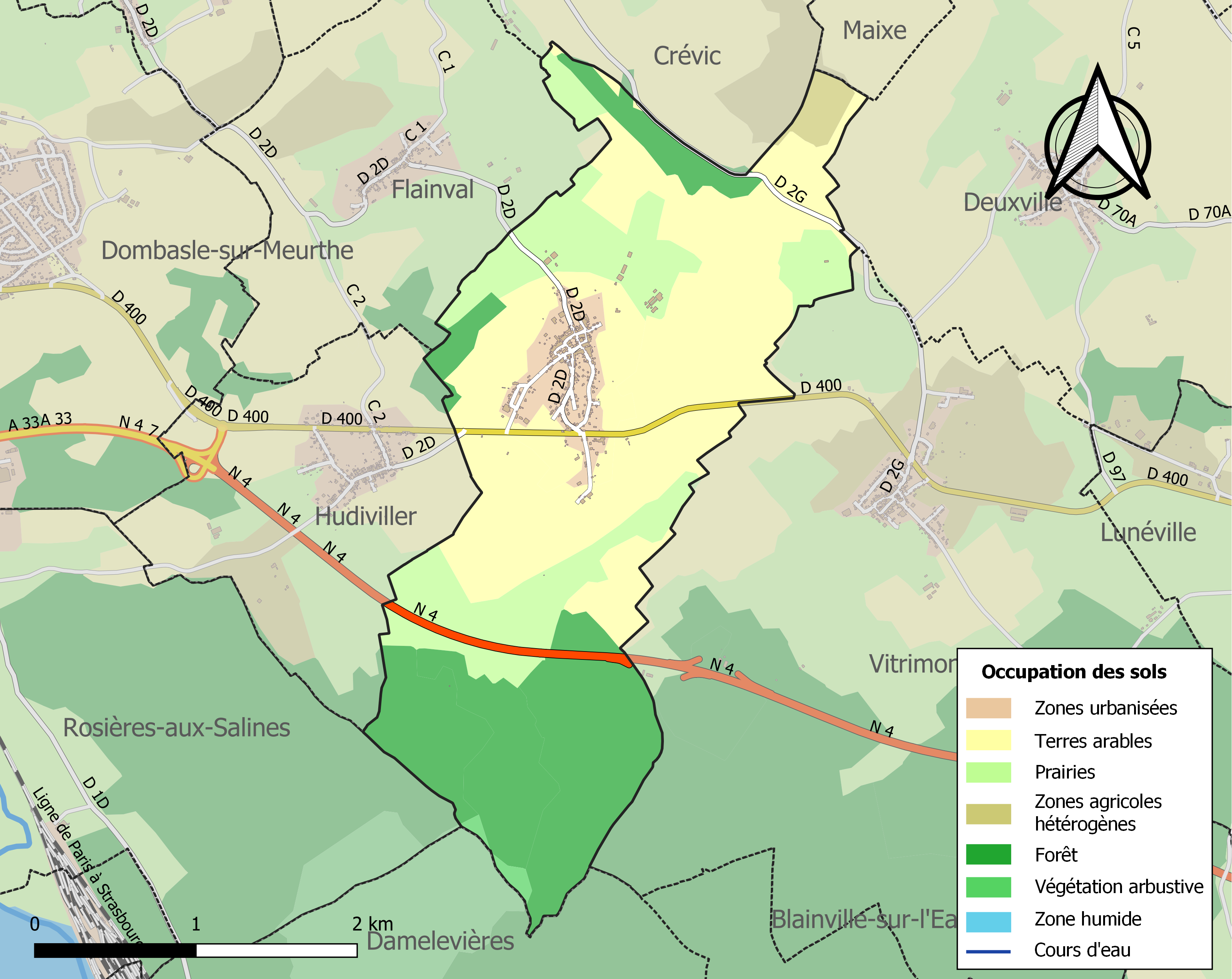
Carte des infrastructures et de l'occupation des sols de la commune en 2018 (CLC).

## Toponymie
Le nom de la localité est attesté sous les formes Ecclesia de Antelu (1125) ; Anthlu (1152) ; Antheleu (1272) ; Anthelu (1290) ; Ecclesia de Anthio loco (1342) ; Antheluy et Anthelui (1522) ; Antelu (1545) ; Pagus de Antelupano (1710) ; Les Antelupt (1783).

Selon le recteur Gérald Antoine, le nom Anthelupt issu du galloromain, signifierait « devant le bois sacré »,.

## Histoire
- Présence gallo-romaine.
- Anthelupt aurait succédé au village ou ban de Danney, situé à l'est, détruit pendant la guerre de Trente Ans.

## Politique et administration
| Période                                  | Période   | Identité                                        | Étiquette | Qualité               |
| ---------------------------------------- | --------- | ----------------------------------------------- | --------- | --------------------- |
| Les données manquantes sont à compléter. |           |                                                 |           |                       |
| 1989                                     | 1995      | M. Marchal                                      | SE        |                       |
| 1995                                     | mars 2008 | Chantal Régnier                                 | SE        |                       |
| mars 2008                                | 2014      | Jean-Marie Pilois                               |           |                       |
| mars 2014                                | En cours  | Francis Bernard, Réélu pour le mandat 2020-2026 |           | Policier ou militaire |

## Population et société

### Démographie
Les habitants sont nommés les Antheluptois.

L'évolution du nombre d'habitants est connue à travers les recensements de la population effectués dans la commune depuis 1793. Pour les communes de moins de 10 000 habitants, une enquête de recensement portant sur toute la population est réalisée tous les cinq ans, les populations de référence des années intermédiaires étant quant à elles estimées par interpolation ou extrapolation. Pour la commune, le premier recensement exhaustif entrant dans le cadre du nouveau dispositif a été réalisé en 2005.

En 2022, la commune comptait 442 habitants, en évolution de −3,49 % par rapport à 2016 (Meurthe-et-Moselle : −0,13 %, France hors Mayotte : +2,11 %).
| 1793 | 1800 | 1806 | 1821 | 1831 | 1836 | 1841 | 1846 | 1851 |
| ---- | ---- | ---- | ---- | ---- | ---- | ---- | ---- | ---- |
| 367  | 412  | 389  | 417  | 444  | 500  | 499  | 520  | 515  |

| 1856 | 1861 | 1872 | 1876 | 1881 | 1886 | 1891 | 1896 | 1901 |
| ---- | ---- | ---- | ---- | ---- | ---- | ---- | ---- | ---- |
| 445  | 434  | 399  | 424  | 410  | 420  | 407  | 394  | 375  |

| 1906 | 1911 | 1921 | 1926 | 1931 | 1936 | 1946 | 1954 | 1962 |
| ---- | ---- | ---- | ---- | ---- | ---- | ---- | ---- | ---- |
| 377  | 360  | 311  | 294  | 277  | 307  | 347  | 309  | 301  |

| 1968 | 1975 | 1982 | 1990 | 1999 | 2005 | 2006 | 2010 | 2015 |
| ---- | ---- | ---- | ---- | ---- | ---- | ---- | ---- | ---- |
| 295  | 294  | 392  | 406  | 430  | 441  | 444  | 447  | 455  |

| 2020 | 2022 | - | - | - | - | - | - | - |
| ---- | ---- | - | - | - | - | - | - | - |
| 447  | 442  | - | - | - | - | - | - | - |

## Culture locale et patrimoine

### Lieux et monuments
- Église Saint-Pierre, reconstruite après 1914-1918.
- Monument aux morts.
- Croix de cimetière avec pietà.
- Ancienne source sacrée dite fontaine des Fées : traces de culte datant du haut Empire[25]
- Auberge des Œufs-Durs : plaque commémorant le jour (27 août 1914) où Foch reçut dans cette auberge l'ordre de rejoindre le GQG et de quitter le commandement du 20e Corps.

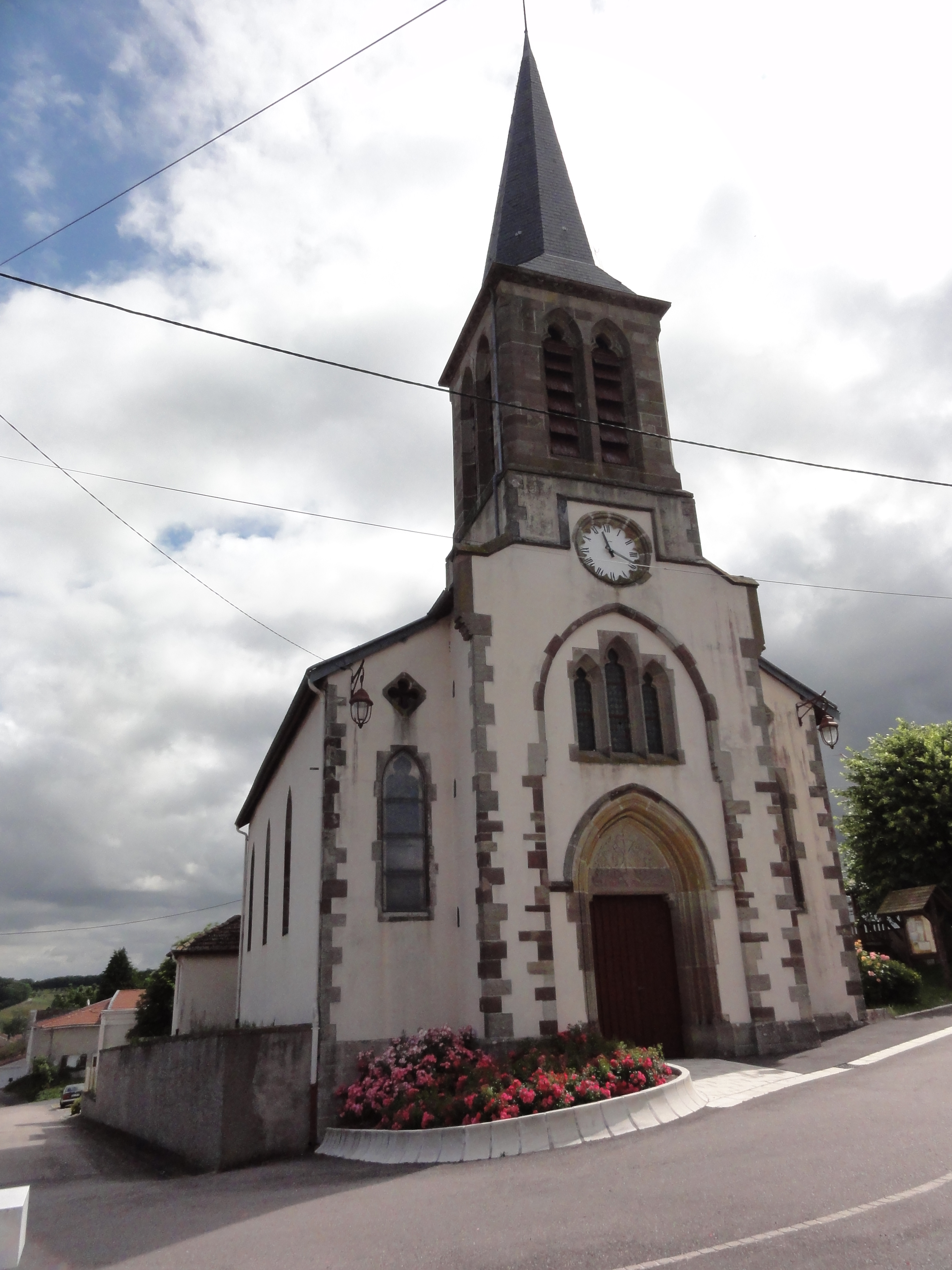
Église Saint-Pierre.
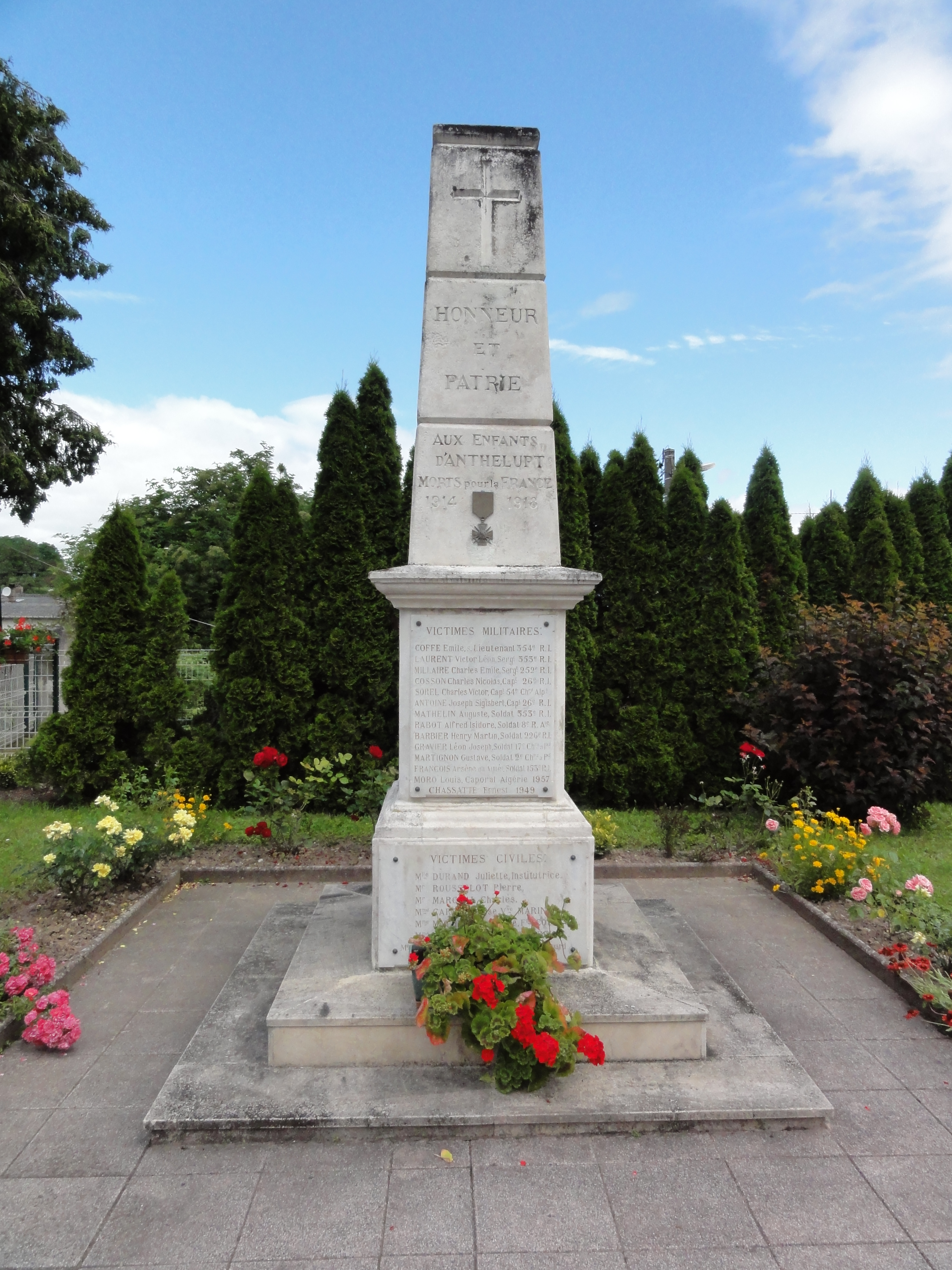
Monument aux morts.
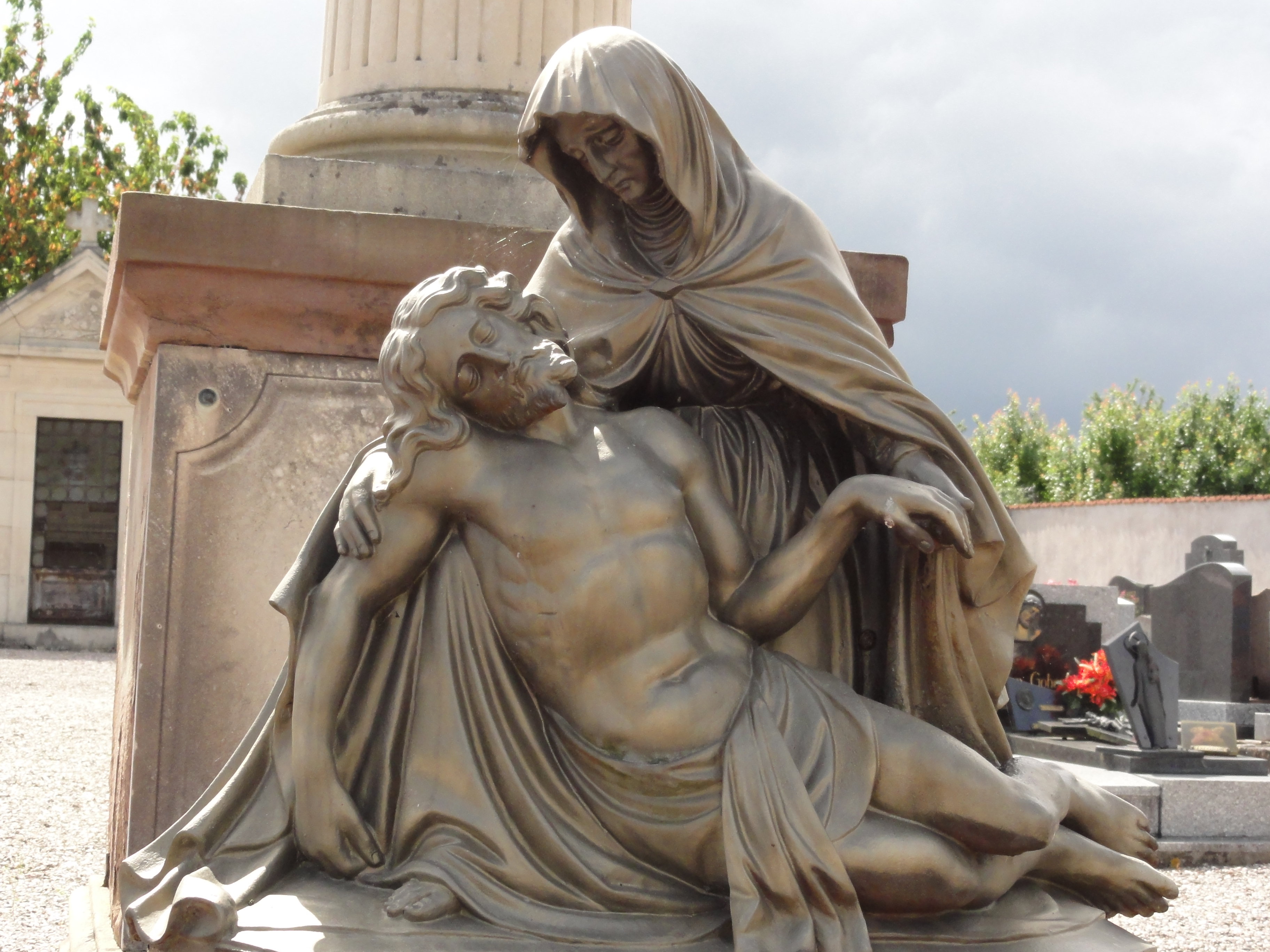
Pietà de la croix du cimetière.

### Héraldique, logotype et devise
| Blason de Anthelupt | Blason  | De gueules à deux clefs d'or passées en sautoir accompagnées d'une croisette recroisetée en chef, de deux étoiles aux flancs et d'un croissant en pointe, le tout d'argent. |
| Blason de Anthelupt | Détails | Le statut officiel du blason reste à déterminer. |

#### Blason populaire
Les habitants avaient pour sobriquet, les bourriques. Ce surnom provient des files d'ânes qui portaient les produits agricoles au marché de Lunéville.